# Sonneratia alba

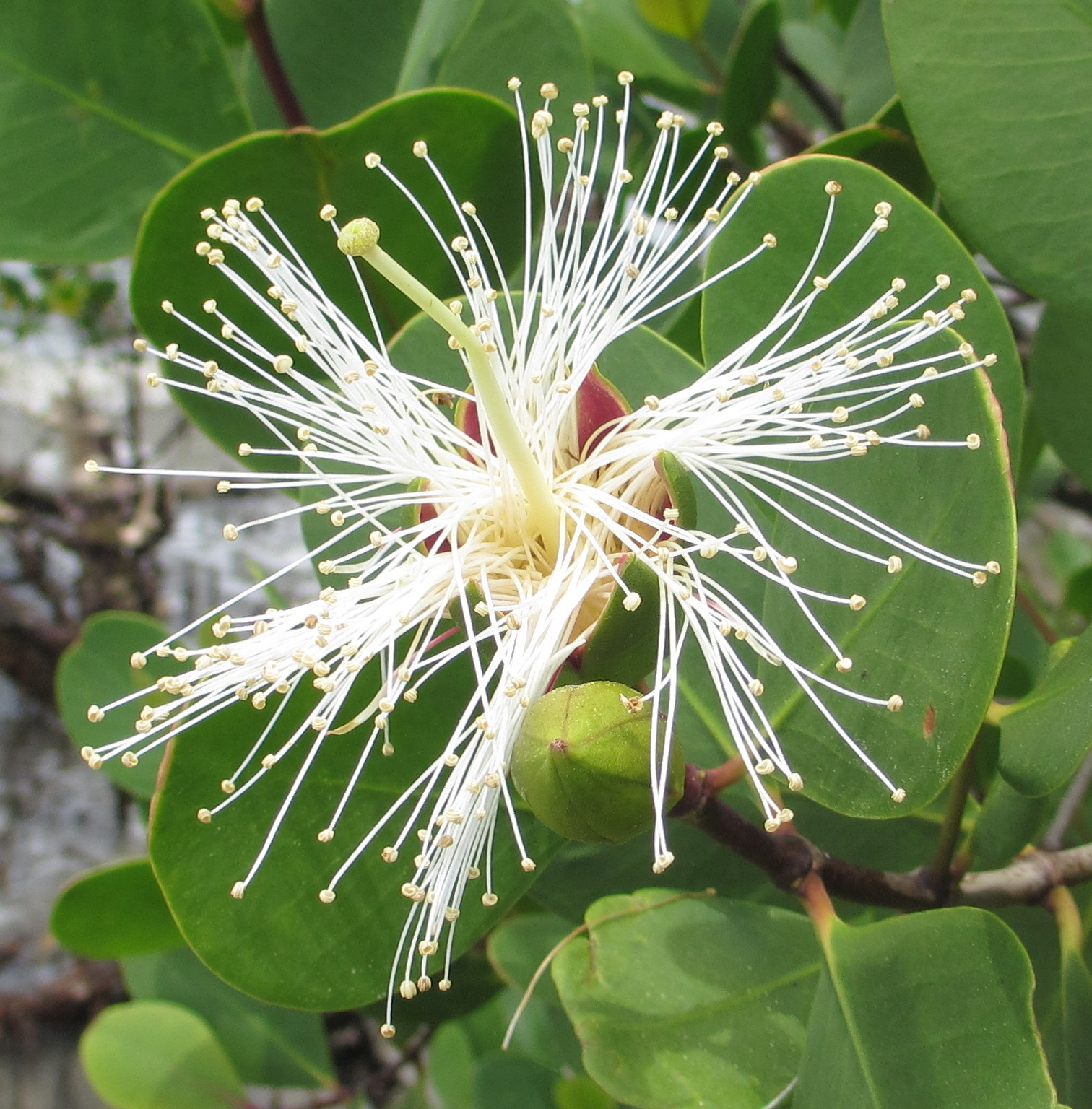
Květ

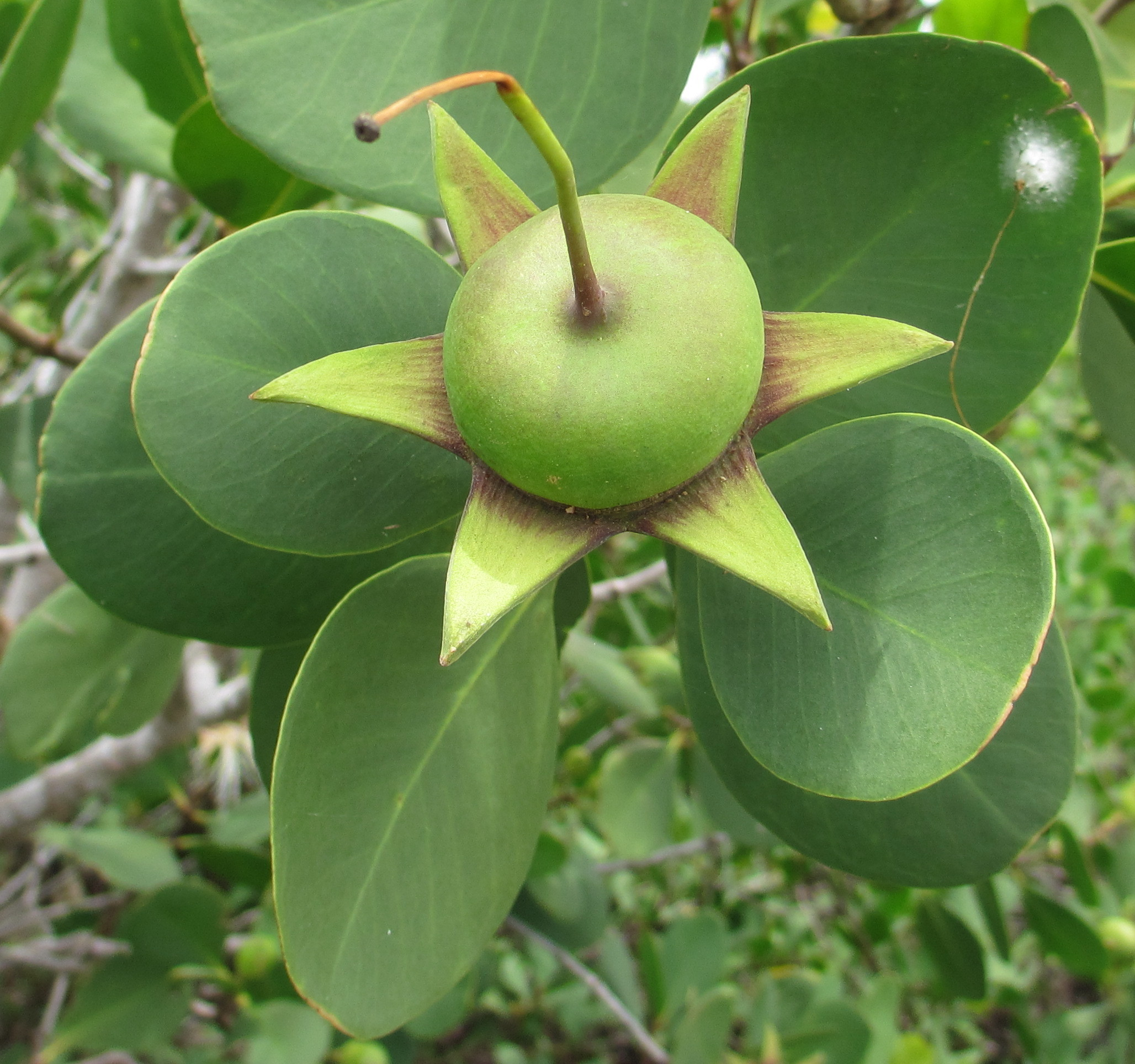
Plod

Sonneratia alba je neopadavý, až 30 m vysoký strom s rozložitou korunou, je nejrozšířenější druh z nevelkého rodu kuželovník. Patří mezi dřeviny tvořící porosty mangrove, ve kterých se vyskytuje spíše v jejich vnitřních částech. Roste na místech, která nejsou trvale pod vodou, ale jen přechodně zaplavovaná mořským přílivem nepřesahujícím výšku 1 m.

## Rozšíření
Patří k velmi rozšířeným druhů vegetace mangrove, roste v rozlehlých oblastech s horkým a hodně vlhkým prostředí, které nachází u pobřeží Indického a Tichého oceánu, přibližně v pásu mezi 25° severní a 25° jižní zeměpisné šířky. V tropické Asii se vyskytuje od jihovýchodu Číny přes Indočínu a jihovýchod Asií až po indický subkontinent, na východě jeho areál sahá přes Novou Guineu do severních oblastí Austrálie a na tichomořské ostrovy, na západě pak až na pevninskou tropickou východní Afriku, včetně Madagaskaru a ostrovů Indického oceánu.

## Ekologie
Obvykle roste ve zhutněné, blátivé, neprovzdušněné půdě na místech zaplavovaných brakickou či slanou vodou. Jeho nejčastější stanoviště se nacházejí podél pomalu tekoucích, do moře ústících řek, nebo na mořských pobřežích se slabým vlnobitím. Je vázán na hlubokou půdu tvořenou různými sedimenty, bahnem, pískem, štěrkem a korály, prostě materiálem přineseným z vnitrozemí vodou do ústí řek nebo mořský příbojem. Občas se vyskytuje i na vyloženě skalnatém stanovišti nebo písečné pláži, vždy v dosahu mořských vln. Ploidie druhu je 2n = 22 nebo 24.
Roste ve slaném prostředí a nadměrnému příjmu soli (rozpuštěných minerálních látek) se brání částečnou filtrací již na úrovni kořenů. Zbylá absorbovaná sůl rostlině škodí a buď se vyloučí zvláštními žlázkami na povrch listů a smyje ji déšť, nebo se koncentruje v listech a ty při dosažení určité meze opadají.

## Popis
Sonneratia alba je dřevina stromovitého vzrůstu (až 30 m), nebo někdy keřovitého (až 15 m), s širokou, vodorovně rozloženou korunou. Kůru má v mládí hladkou a později plytce podélně rozpukanou, zbarvenou tmavě šedě či hnědě a tlustou až 2 cm. U báze kmene vyrůstají ze silných vodorovných kořenů kolmo vzhůru úzce kuželovité dýchací kořeny (pneumatofory), které při odlivu vyčnívají nad terénem do výšky 25 a více centimetrů. Na jejich spodní, zemní části vyrůstají jemné kořínky zajišťující výživu a horní, nadzemní část slouží stromu k jímání vzdušného kyslíku, kterého se mu nedostává v utužené, bahnité půdě; s přibývající vrstvou sedimentu přirůstají směrem vzhůru. Pokud strom roste na pevné, skalnaté nebo písčité půdě, dýchací kořeny nevytváří.
Listy s krátkými řapíky jsou kožovité, vyrůstají vstřícně a bývají 5 až 12 cm dlouhé a 3 až 9 cm široké. Jejich eliptické čepele jsou celokrajné, na vrcholu zaokrouhlené, světle šedozelené a mají málo zřetelnou zpeřenou žilnatinu.
Na koncích větví vyrůstají jednotlivě nebo až po třech bílé až narůžovělé, oboupohlavné, šesti až osmičetné květy velké asi 5 cm. Vytrvalý, zvonkovitý kalich má vejčité plátky vně zelené a uvnitř načervenalé, za květu vzpřímené a za plodu zpět ohnuté. Korunní plátky jsou bílé či narůžovělé, čárkovité, zkadeřené a brzy opadávají, v chladnější oblastech většinou zcela chybějí. Ve květu je mnoho (okolo sta) volných tyčinek s bílými nitkami (odtud druhové jméno "bílý") a drobnými prašníky, deseti až osmnáctipouzdrý svrchní semeník a jedna dlouhá čnělka přečnívající tyčinky. Květy se otvírají v noci, opylují je noční motýli a netopýři či kaloni přilétající pro nektar i pyl; s nástupem rozednění korunní lístky i tyčinky opadávají. Při nedostatku opylovačů může dojít i k samoopylení. Stromy obvykle kvetou průběžně po celý rok.
Plod je jedlá, nakyslá. tmavě zelená, nepukající, mnohosemenná, zploštělá bobule. Je asi 3 cm vysoká, 4 cm široká a u báze je lemovaná kališními plátky hvězdovitě rozloženými do tvaru kalichu. Dozraje za tři až čtyři měsíce po opylení a pak spadne, obsahuje aromatickou, provzdušněnou vlákninu obalující semena a dlouho plave. Oplodí se časem naruší hnilobou a uvolní 100 až 150 bílých, asi 1 cm velkých, srpovitých semen schopných se po krátkou dobu ve vodě vznášet. Na rozptylu semen mají zásluhu též plodožraví savci a ptáci konzumující bobule.
Stromy se přirozeně rozmnožují i vegetativně, z adventivních pupenů na široce rozložených hlavních kořenech vyrůstají samovolně noví jedinci a tak vznikají husté a těžko průchodné porosty. Také ohnutá větev sahající na vlhkou půdu občas zakoření a dá vzniknout novému jedinci.

## Význam
Hlavní význam této dřeviny spočívá ve stabilizaci pobřežních sedimentů. Spleti kořenů filtrují v ústí řek odtékající vodu a snižují odplavování půdy do moře, která zanáší v blízkosti žijící korálnatce a snižuje jim množství slunečního světla. Kořeny dále působí jako přírodní vlnolamy proti mořským vlnám dorážejícím na pevninu a opět tak snižují erozi půdy do moře.
Dřevo stromů je sice odolné vůči hnilobě, ale není považováno za kvalitní. Bývá jen místně používáno ke stavbě lehkých konstrukcí, jednoduchých domů, jejich podlah a vybavení, malých člunů a v případě nedostatku jiného je užíváno na topení. Zralé plody se ojediněle používají k ochucení pokrmů a rozříznutými se staví krvácející poranění.